# حامد جوهر
حامد عبد الفتاح جوهر (15 نوفمبر 1907 - 17 يونيو 1992)، عالم محيطات ومقدم تلفزيوني مصري ولد في القاهرة. قدم برنامج «عالم البحار» لأكثر من 18 عامًا.

## بداية حياته العلمية
تلقى تعليمه الابتدائي في مدرسة الجمعية الخيرية الإسلامية، وتعليمه الثانوي في المدرسة الثانوية الملكية (الخديوي إسماعيل فيما بعد)، وحصل منها على شهادة البكالوريا سنة 1925 (سنة إنشاء الجامعة المصرية).
التحق جوهر أول الأمر بكلية الطب، ورغم نجاحه بتفوق في السنة الإعدادية، آثر أن يتحول إلى كلية العلوم. ومنها حصل على بكالوريوس العلوم مع مرتبة الشرف الأولى، فعُيِّن معيدا في قسم علوم الحيوان بالكلية.
وفي سنة 1931 ـ بعد عامين من تخرجه ـ تقدم بأول رسالة تقدّم إليها لنيل درجة الماجستير، وكان موضوعها «التشريح الدقيق وهستولوجيا الغدد الصماء في الأرنب».
انتقل جوهر بعد ذلك للعمل بمحطة الأحياء البحرية بالغردقة، وتابع البحث العلمي في كائنات البحر الأحمر، حتى حصل على درجة الدكتوراه في العلوم في هذا الفرع من المعرفة، ولعله ـ كما يقول الدكتور عبد الحليم منتصر ـ أول من حصل عليها في مصر.

## الإسهامات العلمية في مصر والعالم العربي
- بدأ حامد جوهر قبل 6 عقود أول دراسة بحثية موسعة لدراسات البحار في مصر والعالم العربي.
- تولى حامد جوهر إدارة محطة الأحياء البحرية في مدينة الغردقة منذ إنشائها ولمدة أربعين عاماً.
- أنشأ متحفاً بحرياً يضم مجموعات من حيوانات البحر الأحمر ونباتاته، كما أنشأ مكتبة تضم أغلب المراجع الأساسية لدراسة البحر الأحمر.[2]
- أنشأ معهد الأحياء المائية بعتاقة بالسويس، وأقام به متحفًا آخر لأحياء البحر الأحمر.[2]
- عمل مستشاراً للعلوم والتكنولوجيا بجامعة الدول العربية سنة 1970.
- عضو مجمع اللغة العربية بالقاهرة سنة 1973.
- شارك في المعاجم العلمية العربية التي أصدرها مجمع اللغة العربية وأبرزها معجم البيولوجيا في علوم الأحياء والزراعة الذي استغرق اعداده 8 سنوات من عام 1976م وحتى عام 1984م، وشارك فيه بعض من كبار العلماء العرب.[3]

## إسهاماته الدولية
- كان مستشاراً للسكرتير العام للأمم المتحدة لتنظيم المؤتمر الدولي الأول لقانون البحار في جنيف عام 1958.
- اختارته الوكالة الدولية للطاقة الذرية سنة 1959 رئيساً للجنة التخلص من النفايات النووية في أعماق البحار.
- كان عضواً باللجنة الاستشارية لمنظمة الأغذية والزراعة (فاو) التابعة للأمم المتحدة.

## عضوية الجمعيات العلمية المتخصصة
- أول رئيس لجمعية علم الحيوان بجمهورية مصر العربية عند إنشائها سنة 1958.
- رئيس الجمعية المصرية لعلوم البحار
- زميل الأكاديمية المصرية للعلوم
- نائب رئيس المجمع المصري للثقافة العلمية
- زميل أكاديمية علم الحيوان الدولية بالهند
- زميل الأكاديمية الدولية لعلوم المصايد بروما
- عضو المجلس الأعلى للمصايد منذ إنشائه

## برنامج عالم البحار
كان له برنامج تليفزيوني أسبوعي شهير يذاع يوم الجمعة يسمى عالم البحار، وقد استمر عرضه لمدة 18 عاماً، حيث كان يعرض أفلاماً عن مختلف الكائنات البحرية ويقوم هو بالتعليق شارحاً الصورة ومعرفاً بالفصائل المختلفة وعاداتها وصفاتها.كان للدكتور حامد جوهر صوت مميز ارتبط بأذهان المشاهدين على مدار تلك الأعوام. كان دائماً ما يستهل برنامجة بعبارة «مساء الخير» وكان ينطق هذه العبارة بشكل قوى ومميز.

## التكريمات والجوائز

جوجل تحتفل بعيد ميلاد جوهر الخامس عشر بعد المئة في 15 نوفمبر 2022.

- جائزة الدولة التقديرية في العلوم سنة 1974.
- وسام الاستحقاق من الطبقة الأولى سنة 1975.
- احتفل محرك البحث جوجل بذكرى ميلاده عام 2022.[4]